# Одеський портовий елеватор
Одеський портовий елеватор — дочірнє підприємство ДАК «Хліб України» з штаб-квартирою в Одесі.

## Історія
Одеський портовий елеватор введено в експлуатацію 1 вересня 1962 року. За роки своєї діяльності підприємство стало одним із найбільших комплексів на чорноморському узбережжі України з перевалки зерна.
Одеський портовий елеватор – споруда унікальна, бо зведена не на палях (материкові структури розташовані на глибині 35 м), а на окремих гравійно-піщаних подушках, на яких були встановлені монолітні залізобетонні плити (під кожен об’єкт окрема плита). Тобто елеватор побудований на основі, що плаває у мулі (завтовшки 35 м). Тому вже починаючи з 1958 року, здійснюється постійне спостереження за станом споруд елеватора та заміри його просідання. 
Сьогодні для завантаження суден на пірсі з двома причалами встановлено сім причальних веж. Також можливий варіант відвантаження партій зерна через причал Одеського морського торговельного порту. На елеваторі увесь процес приймання і відвантаження зернових – механізований, управління яким здійснюється з центрального пульта. Ця автоматизована система комп’ютерного керування всіма технологічними процесами постійно удосконалюється. Завдяки вигідному географічному розташуванню і розвинутій транспортній інфраструктурі Одеський портовий елеватор займає одне з ключових місць на зерновому ринку України.

## Функції
Одеський портовий елеватор:
- забезпечує перевалку зернових та олійних культур;
- організовує закупку і продаж зернових на експорт;
- імпортує зернові через Одеський порт;
- надає митні та брокерські послуги;
- здійснює комплексне експедування зернових вантажів;
- визначає якісні характеристики зернових із застосуванням експрес – аналізу. У наш час[коли?] лабораторія набула статусу незалежного експерта, який підтверджений відповідним атестатом ГАФТА - розміщує зернові у власних ємностях - реалізує гнучку цінову політику.

## Технічні характеристики
Технічні характеристики елеватора:
- ємність елеватора – 100 000 тонн;
- розвантаження та завантаження залізничних вагонів - до 100 вагонів на добу;
- приймання з автотранспорту до 80 автомашин на добу (вантажопідйомністю до 40 тонн і довжиною до 17 м);
- відвантаження на судна до 15 000 на добу.

## Нагороди
За досягнення стабільних фінансово-економічних показників, зменшення дебіторської та кредиторської заборгованості, виконання завдання з експортних операцій колектив Одеського портового елеватора нагороджений Дипломом ДАК «Хліб України» за 1 місце в номінації «Найкращий портовий елеватор – 2005 року», дипломом «Еталон якості – 2006 року». А за постійне вдосконалення та модернізацію технології перевалки нових видів дрібно-насіннєвих зернових культур, освоєння контейнерної перевалки та запровадження експериментальних авторозвантажувачів підприємство нагороджено грамотою Міжнародної спеціалізованої виставки – конференції «Україна зернова – 2007 р.».
Одеський портовий елеватор – лауреат національного конкурсу «Вища проба».